# Filippo Spinola
Filippo Spinola, italijanski rimskokatoliški duhovnik, škof in kardinal, * 1. december 1535, Genova, † 12. december 1593, Rim.

## Življenjepis
12. decembra 1583 je bil povzdignjen v kardinala.